# 公安警卫部队
中国人民武装警察部队警卫部队，通称公安警卫部队，是原公安现役部队的一个警种，列入中国人民武装警察部队序列，由公安部警卫局领导，不受武警总部直接领导。
2018年3月21日中共中央印发的《深化党和国家机构改革方案》提出，公安警卫部队不再列武警部队序列，全部退出现役。2019年1月1日，公安警卫部队举行集体换装仪式，至此公安警卫部队完成改制。改革后，公安部组建公安部特勤局（八局），撤销公安部警卫局（八局）。

## 沿革
1981年7月，经中央批准，各省、市、自治区的警卫机构统一归省、市、自治区公安建制领导。此次改革后，各省级党委警卫处划归下属的省（自治区、直辖市）公安厅（局）建制领导，并与公安厅（局）外宾保卫处合并为警卫处，同时挂省（自治区、直辖市）委办公厅警卫处牌子。
1984年3月8日，经中共中央书记处批准，中共中央办公厅转发《全国警卫工作座谈会纪要》，指出：“为了保证警卫人员的政治素质和业务素质，符合革命化、军事化、战斗化的要求，拟将全国现有2000名警卫人员列入武警建制，享受武警待遇。”各省（自治区、直辖市）党委办公厅警卫处改为武警现役编制，副师级，在公安厅内办公。
公安警卫部队负责党和国家领导人、省级主要领导人及重要来访外宾警卫任务。公安部警卫局负责“四副两高”的警卫工作，省厅警卫局和警卫处负责当地领导人和重要来宾的警卫工作。警卫部队由公安部警卫局管理，各省、自治区和直辖市公安厅（局）设有警卫局。警卫部队是武警编制，有武警的证件。警卫部队是公安机关的一部分，属兵役制人员，也持有职业警察的人民警察证。
2018年3月21日中共中央印发的《深化党和国家机构改革方案》提出，公安警卫部队不再列武警部队序列，全部退出现役。公安警卫部队转到地方后，警卫局（处）由同级公安机关管理的体制不变，承担规定的警卫任务，现役编制全部转为人民警察编制。
2019年1月1日，公安警卫部队举行集体换装仪式，至此公安警卫部队完成改制，公安警卫部队建制撤销。

## 编制
2018年改革前，公安部警卫局指导地方各级警卫任务单位。各省（直辖市、自治区）公安厅（局）设警卫局，省厅警卫局挂省委办公厅警卫局牌子。省厅警卫局为正师级。任务繁重的省级警卫局局长可挂公安部警卫局副局级调研员身份（副军级）、授武警少将警衔。省厅警卫局的正团级内设机构：办公室、政治部、首长警卫处、外宾警卫处、会议警卫处、现场警卫处、防爆安全检查处、训练处、信息技术处、后勤装备处、审计处、警卫队等。地级行政区公安局设警卫处。如辽宁全省共有18个地市级警卫处，其中武警现役6个、非现役职业制民警8个、行业警卫处4个。市级警卫处的人员一般不超过10人。市公安局警卫处也称作市委办公厅警卫处（部分地市公安局下设机关是“科”而不是“处”，因此职业民警建制的警卫工作部门称为市公安局警卫科）。警卫处下辖勤务一科、勤务二科等。部分县区公安（分）局根据工作需要设有警卫科，大部分是职业制民警建制，少部分是武警现役建制。部分县级行政区公安局的治安大队兼县局警卫科任务。部分县级行政区公安局的经济犯罪侦查大队（或设经济文化保卫大队）兼县局警卫科任务。
除公安部警卫局外，国务院办公厅警卫处负责国务院首长的警卫工作。国办另设国务院办公厅保卫处，负责国务院机关保卫工作。全国人大常委会办公厅、全国政协办公厅也都设有警卫处，负责首长警卫工作。
2018年建制撤销前，公安警卫部队管理领导31个省级公安机关警卫局，具体组成如下：
- 中国人民武装警察部队警卫部队北京市警卫局（北京市公安局警卫局、中共北京市委办公厅警卫局）
- 中国人民武装警察部队警卫部队上海市警卫局（上海市公安局警卫局、中共上海市委办公厅警卫局）
- 中国人民武装警察部队警卫部队天津市警卫局（天津市公安局警卫局、中共天津市委办公厅警卫局）
- 中国人民武装警察部队警卫部队重庆市警卫局（重庆市公安局警卫局、中共重庆市委办公厅警卫局）
- 中国人民武装警察部队警卫部队河北省警卫局（河北省公安厅警卫局、中共河北省委办公厅警卫局）
- 中国人民武装警察部队警卫部队山西省警卫局（山西省公安厅警卫局、中共山西省委办公厅警卫局）
- 中国人民武装警察部队警卫部队吉林省警卫局（吉林省公安厅警卫局、中共吉林省委办公厅警卫局）
- 中国人民武装警察部队警卫部队辽宁省警卫局（辽宁省公安厅警卫局、中共辽宁省委办公厅警卫局）
- 中国人民武装警察部队警卫部队黑龙江省警卫局（黑龙江省公安厅警卫局、中共黑龙江省委办公厅警卫局）
- 中国人民武装警察部队警卫部队陕西省警卫局（陕西省公安厅警卫局、中共陕西省委办公厅警卫局）
- 中国人民武装警察部队警卫部队甘肃省警卫局（甘肃省公安厅警卫局、中共甘肃省委办公厅警卫局）
- 中国人民武装警察部队警卫部队青海省警卫局（青海省公安厅警卫局、中共青海省委办公厅警卫局）
- 中国人民武装警察部队警卫部队山东省警卫局（山东省公安厅警卫局、中共山东省委办公厅警卫局）
- 中国人民武装警察部队警卫部队福建省警卫局（福建省公安厅警卫局、中共福建省委办公厅警卫局）
- 中国人民武装警察部队警卫部队浙江省警卫局（浙江省公安厅警卫局、中共浙江省委办公厅警卫局）
- 中国人民武装警察部队警卫部队河南省警卫局（河南省公安厅警卫局、中共河南省委办公厅警卫局）
- 中国人民武装警察部队警卫部队湖北省警卫局（湖北省公安厅警卫局、中共湖北省委办公厅警卫局）
- 中国人民武装警察部队警卫部队湖南省警卫局（湖南省公安厅警卫局、中共湖南省委办公厅警卫局）
- 中国人民武装警察部队警卫部队江西省警卫局（江西省公安厅警卫局、中共江西省委办公厅警卫局）
- 中国人民武装警察部队警卫部队江苏省警卫局（江苏省公安厅警卫局、中共江苏省委办公厅警卫局）
- 中国人民武装警察部队警卫部队安徽省警卫局（安徽省公安厅警卫局、中共安徽省委办公厅警卫局）
- 中国人民武装警察部队警卫部队广东省警卫局（广东省公安厅警卫局、中共广东省委办公厅警卫局）
- 中国人民武装警察部队警卫部队海南省警卫局（海南省公安厅警卫局、中共海南省委办公厅警卫局）
- 中国人民武装警察部队警卫部队四川省警卫局（四川省公安厅警卫局、中共四川省委办公厅警卫局）
- 中国人民武装警察部队警卫部队贵州省警卫局（贵州省公安厅警卫局、中共贵州省委办公厅警卫局）
- 中国人民武装警察部队警卫部队云南省警卫局（云南省公安厅警卫局、中共云南省委办公厅警卫局）
- 中国人民武装警察部队警卫部队内蒙古自治区警卫局（内蒙古自治区公安厅警卫局、中共内蒙古自治区党委办公厅警卫局）
- 中国人民武装警察部队警卫部队新疆维吾尔自治区警卫局（新疆维吾尔自治区公安厅警卫局、中共新疆维吾尔自治区党委办公厅警卫局）
- 中国人民武装警察部队警卫部队宁夏回族自治区警卫局（宁夏回族自治区公安厅警卫局、中共宁夏回族自治区党委办公厅警卫局）
- 中国人民武装警察部队警卫部队广西壮族自治区警卫局（广西壮族自治区公安厅警卫局、中共广西壮族自治区党委办公厅警卫局）
- 中国人民武装警察部队警卫部队西藏自治区警卫局（西藏自治区公安厅警卫局、中共西藏自治区党委办公厅警卫局）

## 规章制度

### 人员与训练
警卫人员要求具有良好的业务、技能、体能素质。要求两眼裸视5.0以上、身高1.75米以上。在中国人民武装警察部队学院警卫学本科专业开设治安管理学、散打、驾驶技术、防暴技术、警卫基础理论、警卫参谋学、警卫勤务学、警卫战术学、警卫指挥学等业务课程。在职警卫人员需掌握手枪精度射击、游泳、水上救护、搏击、驾驶等技能，达到全面的体能要求。
中国人民武装警察部队学院设有警卫系，具有警卫学本专科学历教学资格。
警卫工作是各级公安机关重要职责。在警卫任务繁重的公安机关，由公安部批准设立武警现役的警卫局、警卫处、警卫科；没有现役警卫建制的地市州县公安局设立警卫处或警卫科。武警现役的人员更具有流动性，因此在年龄、业务技能上更具有优势。

## 裝備

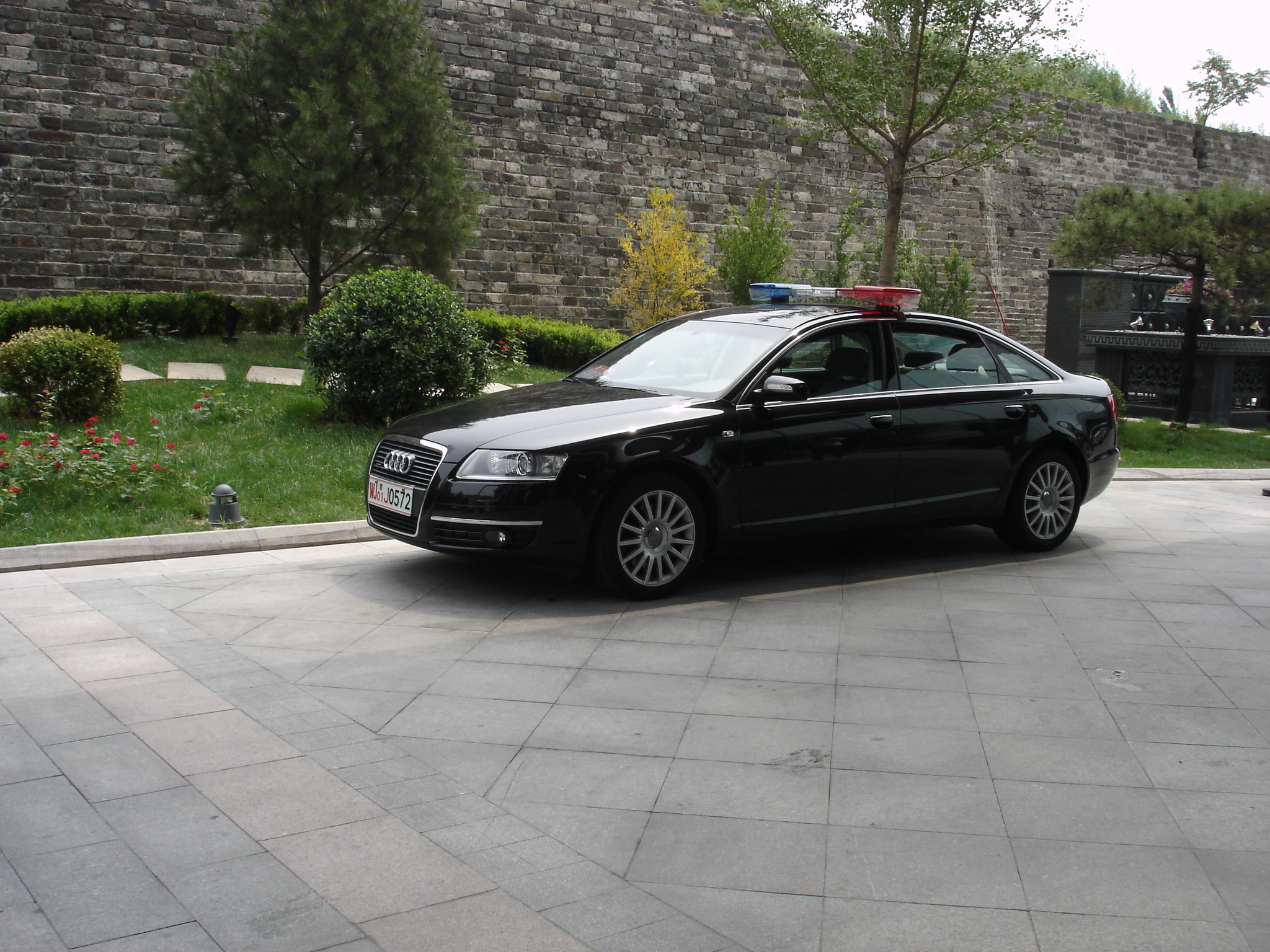
原公安警衛部隊的奧迪A6警車

| Model       | Type     | Number | Dates | Builder  | Details |
| ----------- | -------- | ------ | ----- | -------- | ------- |
| 56型        | 突擊步槍 | N/A    | N/A   | 北方工業 |         |
| 88式        | 狙击步枪 | N/A    | N/A   | 北方工業 |         |
| 95式        | 自動步槍 | N/A    | N/A   | 北方工業 |         |
| 03式        | 自動步槍 | N/A    | N/A   | 北方工業 |         |
| 05式        | 衝鋒槍   | N/A    | N/A   | 北方工業 |         |
| 9mm轉輪手槍 | 轉輪手槍 | N/A    | N/A   | 北方工業 |         |
| 92式        | 手槍     | N/A    | N/A   | 北方工業 |         |